# Hastingsia irregularis
Hastingsia irregularis is een mosdiertjessoort uit de familie van de Hastingsiidae. De wetenschappelijke naam van de soort is voor het eerst geldig gepubliceerd in 1944 door Borg.